# Ямйолки-Светлики
Ямйо́лки-Светли́ки (пол. Jamiołki-Świetliki) — село в Польщі, у гміні Соколи Високомазовецького повіту Підляського воєводства.
Населення — 26 осіб (2011).
У 1975—1998 роках село належало до Ломжинського воєводства.

## Демографія
Демографічна структура станом на 31 березня 2011 року:
|          | Загалом | Допрацездатний вік | Працездатний вік | Постпрацездатний вік |
| -------- | ------- | ------------------ | ---------------- | -------------------- |
| Чоловіки | 15      | 6                  | 7                | 2                    |
| Жінки    | 11      | 1                  | 7                | 3                    |
| Разом    | 26      | 7                  | 14               | 5                    |